# Cyrillaceae
Cyrillaceae là một họ nhỏ trong thực vật có hoa thuộc bộ Ericales, bản địa của khu vực ôn đới ấm tới nhiệt đới châu Mỹ (từ miền nam Hoa Kỳ tới miền bắc Nam Mỹ). Họ này chỉ bao gồm 2 chi và 2 loài là Cyrilla racemiflora và Cliftonia monophylla.
Trong quá khứ, nhiều nhà thực vật học còn đưa chi thứ ba là Purdiaea vào trong họ này, nhưng nghiên cứu di truyền gần đây đã chỉ ra rằng chi này tốt nhất nên đặt vào họ có quan hệ họ hàng gần gũi với họ này là Clethraceae.

## Đặc điểm
Chúng là cây gỗ nhỏ hay cây bụi thường xanh hoặc sớm rụng lá. Các lá đơn mọc xoắn ốc, cuống ngắn, mép lá nguyên. Không có lá kèm.
Hoa mọc ở nách lá hay đầu cành thành chùm hoa rất dài. Các hoa nhỏ, lưỡng tính, có mùi thơm, đối xứng tỏa tia. Bao hoa kép với 5-7 lá đài và 5-7 cánh hoa màu trắng, đỏ hay hồng và tía, Hoa chứa 1-2 vòng với 5 nhị tự do. Nhụy với 2-5 lá noãn, bầu nhụy thượng dạng quả tụ. Vòi nhụy ngắn thường có đầu nhụy xẻ thùy ba.
Quả là dạng quả hạch hay quả cánh.